# Кроличьи игры
«Кроличьи игры» (англ. The Bunny Game) — американский малобюджетный экспериментальный фильм ужасов 2011 года, созданный и написанный в соавторстве Родлин Гетсик (которая также исполняет главную роль) и Адамом Ремейером. Действие фильма происходит в пустыне и рассказывает о проститутке, которая похищена водителем грузовика и подвергается крайним «играм» пыток.
В США фильм имел ограниченный показ; позже он был выпущен 31 июля 2012 года на DVD и Blu-ray компанией Autonomy Pictures.
В Великобритании Британский совет по классификации фильмов счёл фильм «неподходящим для классификации», поскольку он «будет несовместим с Руководящим принципами, может нанести потенциальный ущерб в соответствии с Законом о видеозаписях и, соответственно, будет неприемлемым для общественности».

## Сюжет
Наркозависимая проститутка «Кролик» предпозиционирует водителя грузовика (который в воспоминаниях кажется серийным убийцей). Он похищает её и подвергает её крайним пыткам[неизвестный термин], нанося жестокие и крайние формы физического и сексуального насилия.

## В ролях
- Родлин Гетсик — Кролик
- Джефф Ф. Ренфро — Свинья
- Грегг Гилмор — Джонас
- Дретти Пейдж — мученик

## Производство
Съёмки проводились в октябре 2008 года в течение 13 дней. Фильм был в чёрно-белом варианте, производственные затраты составили 13 000 долларов. Ремейер заявил, что тревожный, инстинкуальный опыт просмотра фильма также был связан с личным опытом Гетсик, так как она «хотела использовать производство в качестве этого катартического процесса, чтобы действительно очистить некоторые из травм, которые у неё были».

## Показ
Фильм вошёл в кинофестиваль PollyGrind 2011 года, на котором он получил несколько наград, включая «Лучшую операторскую работу», «Лучший монтаж» и «Лучшее общее индивидуальное исполнение в фильме» (Родлин Гетсик).

## Реакция
Реакция критиков на фильм была неоднозначной. Bloody Disgusting дал фильму оценку 2 из 4, заявив: «“Кроличьи игры” — хорошо снятая и профессионально отредактированная работа, но это не фильм в обычном смысле. Это скорее порочный висцеральный опыт. Из-за стиля и массовой преданности Гетсик и Ренфро “Кроличьи игры” увлекательны, но в конечном итоге не стоит того опыта». Horror News.net дал фильму положительный отзыв, похвалив игру Родлин Гетсик и монтаж фильма.
Филь занимает 37-е место в списке 50 самых тревожных фильмов всех времен по версии журнала Complex и был запрещена в Великобритании Британским советом по классификации фильмов из-за графических сцен сексуального и физического насилия. Ведущая актриса Родлин Гетсик заявила, что на фильмы повлияли «Маппеты».